# Lauterbach (Altomünster)
Lauterbach ist ein Ortsteil des Marktes Altomünster im oberbayerischen Landkreis Dachau. Am 1. Januar 1976 kam der Weiler Lauterbach als Ortsteil von Randelsried zu Altomünster.

## Geschichte
Der Ort wird erstmals als „Luterbach“  in einer Schenkung an das Benediktiner-Kloster Scheyern vor 1171 überliefert.
Damals war der Ort Lauterbach noch viel größer. Überlieferungen zufolge breitete sich die Krankheit Pest aus; auch in Lauterbach. Daraufhin wurden die Häuser von Lauterbach angezündet, damit die Keime (der Pest) verschwanden. Somit war der Ort nicht mehr so groß und blieb dann auch so klein.
Angeblich soll in dem Wald Richtung Holzhausen/Schiltberg früher mal eine Burg gestanden haben. Von der Burg sieht man nur noch drei Burgwallhügel, sogenannte Wallburgen, vor der ehemaligen Burg, die etwaigen Angreifern eine schnelle Annäherung an die Anlage erschweren sollten.
Der Name wird allgemein als Ort an einem lauteren, reinen Bach gedeutet.
Der Ort und die Kirche Lauterbach, ("an einem lauteren, reinen Bach") wurden schriftlich erstmals im Jahr 1150 erwähnt.
Diese Kirche soll schon um 1020 aus Stein gebaut worden sein. Laut Überlieferung eines älteren Anwohners, wurden dafür die Überreste der Burg, die zu der Zeit der Ungarneinfälle noch stand, verwendet. Mauerteile davon sind im Eingangsbereich noch vorhanden. Zu dieser Zeit waren Holzkirchen die Regel.
1418 wird Lauterbach erstmals als eigene Pfarrei im Bistum Augsburg beschrieben.
Nach dem Dreißigjährigen Krieg hatte es keinen eigenen Pfarrer mehr, sondern wurde von den jew. Pfarrherren der Nachbarpfarrei Aufhausen verwaltet.
Aber Lauterbach soll bis heute offiziell eine eigene Pfarrei mit allen pfarrlichen Rechten geblieben sein. Derzeit wird es seelsorgerisch von der Pfarrei Schiltberg mitbetreut.

## Baudenkmäler
- Katholische Filialkirche St. Alban: Das Gotteshaus ist unter Nummer D-1-74-111-4 in die Denkmalliste eingetragen. Die Deckengemälde sind von Ignaz Baldauf. Der Ort und die Kirche Lauterbach, ("an einem lauteren, reinen Bach") wurden schriftlich erstmals im Jahr 1150 erwähnt.

Diese Kirche soll schon um 1020 aus Stein gebaut worden sein. Mauerteile davon sind im Eingangsbereich noch vorhanden. Zu dieser Zeit waren Holzkirchen die Regel.
1418 wird Lauterbach erstmals als eigene Pfarrei im Bistum Augsburg beschrieben.
Nach dem Dreißigjährigen Krieg hatte es keinen eigenen Pfarrer mehr, sondern wurde von den jew. Pfarrherren der Nachbarpfarrei Aufhausen verwaltet.
Aber Lauterbach soll bis heute offiziell eine eigene Pfarrei mit allen pfarrli-chen Rechten geblieben sein. Derzeit wird es seelsorgerisch von der Pfarrei Schiltberg mitbetreut.
Lauterbach gehörte schon immer zur Diözese Augsburg (Dekanat Aichach-Friedberg).
Die heutige Kirche stammt zum Teil (Chor) aus der Zeit der Spätgotik (15./16. Jh.).
Das Langhaus wurde im 18. Jh. gebaut. Dabei wurde die Kirche barock ausgestattet. Diese Ausstattung im Stil des Spätbarock ist besonders gelungen und beeindruckt noch heute die Besucher.
Die letzte Renovierung wurde in den Jahren 1990 bis 2001 unter großer finanzieller und körperlicher Beteiligung der Dorfbevölkerung durchgeführt.

## Kultur
Bis ca. 1910 fand an dem ehemaligen Standort der Burg eine Sonnenwendfeier statt.